# Australopithecus garhi
Australopithecus garhi é um hominídeo extinto cujos fósseis foram descobertos em 1996 por um grupo de investigadores, liderado pelo paleontólogo etíope Berhane Asfaw e o antropólogo norte-americano Tim White.

A. garhi no nordeste africano.

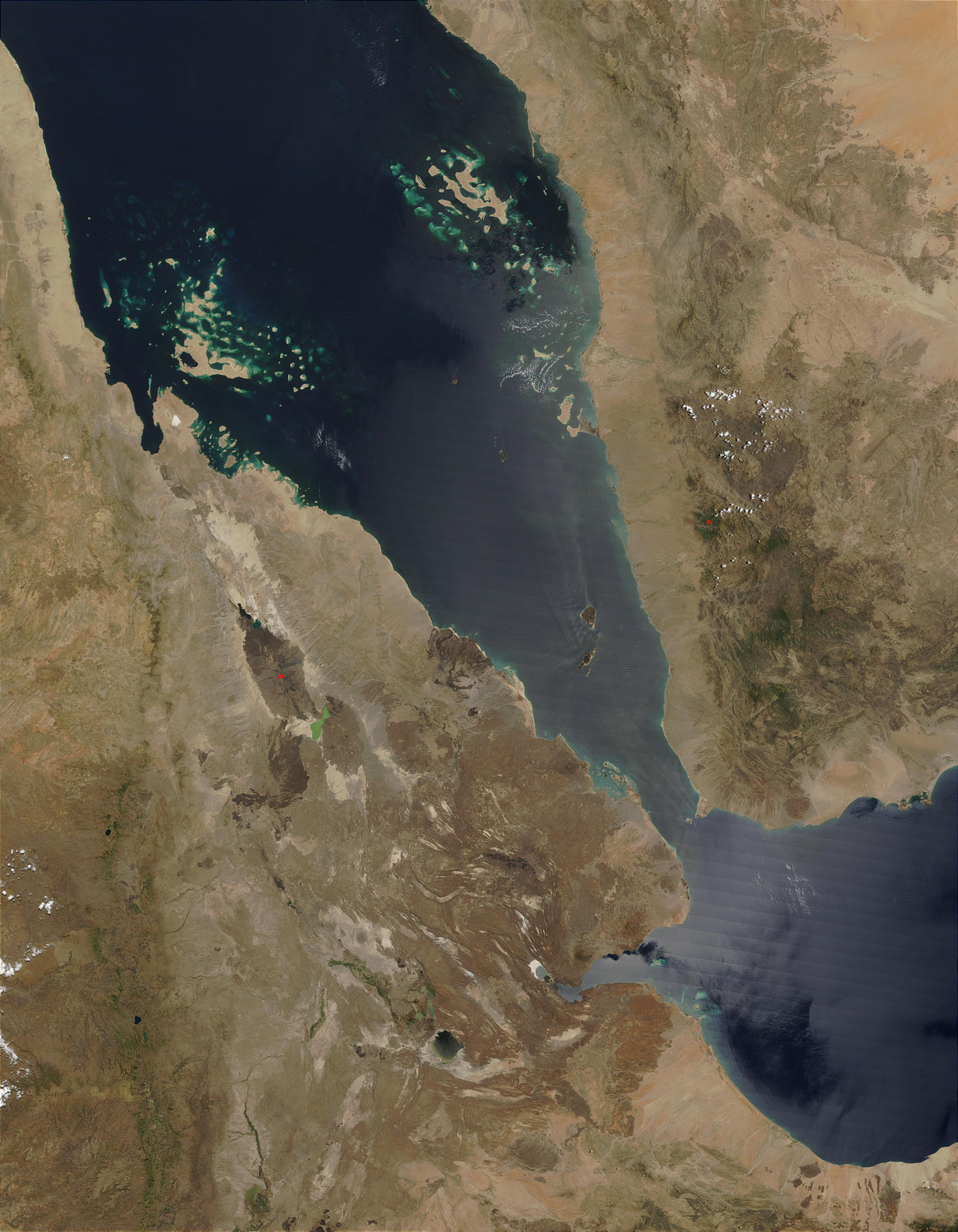
Depressão de Afar visto da satélite

Inicialmente acreditou-se que era o elo perdido entre os géneros Australopithecus e Homo, e portanto um ancestral da espécie humana. Contudo, A. garhi é mais avançado do que qualquer outro australopiteco e uma espécie contemporânea (ou quase) das espécies ancestrais do género Homo, portanto não sendo um provável ancestral humano. Os restos fósseis achados procedem de um lapso temporal com escasso registro fóssil, entre 2 e 3 milhões de anos. Tim White foi o cientista que encontrou o primeiro dos fósseis de A. garhi, em 1996, próximo da cidade de Bouri, no rio Awash, na Depressão de Afar (Etiópia). A espécie foi confirmada e estabelecida como A. garhi em 20 de novembro de 1997 pelo paleontólogo etíope Haile-Selassie. Gahri, na língua afar, significa "surpresa".

## Características
Os traços de A. garhi são algo distintos dos tipicamente vistos em A. afarensis e em A. africanus. Um exemplo das diferenças pode ser visto ao serem comparados o maxilar encontrado em Hadar (Etiópia) e o espécime de A. garhi encontrado em Bouri. A capacidade cranial de A. garhi é de 450 cm³, parecida com a de outros australopitecos. A mandíbula achada por Asfaw tem uma morfologia geral compatível com a mesma espécie, ainda que é possível que pertença a outras espécies de hominídeos encontrados nos mesmos depósitos. Os estudos feitos nos pré-molares e molares mostram certa semelhança com os de Paranthropus boisei, que são maiores do que outras formas mais graciosas de australopitecos. Se for sugerido que A. garhi é um ancestral do Homo (ie. Homo habilis), a morfologia maxilar teria de evoluir rapidamente em apenas 200 000 ou 300 000 anos.

## Tecnologia
Os poucos artefatos primitivos de pedra descoberto com os fósseis de A. garhi e datados em 2,5-2,6 milhões de anos lembram vagamente a tecnologia olduvaiense. Em 23 de abril de 1999, a revista Science publicou que estas ferramentas são mais antigas que as de Homo habilis, que é considerado um possível ascendente direto dos hominídeos mais modernos.
Durante muito tempo, os antropólogos sustentaram que a habilidade de fabricar ferramentas complexas era exclusiva de espécies próximas ao género Homo. Contudo, estas ferramentas antigas (cantos talhados e lascas) mostram o uso de várias técnicas que podem ser observadas nas indústrias mais tardias de Olduvay e St. Acheul. Mesmo assim, foram encontrado 3 000 artefactos toscos de pedra em Bouri, com uma idade estimada em 2,5 milhões de anos.